# Lawine-airbag

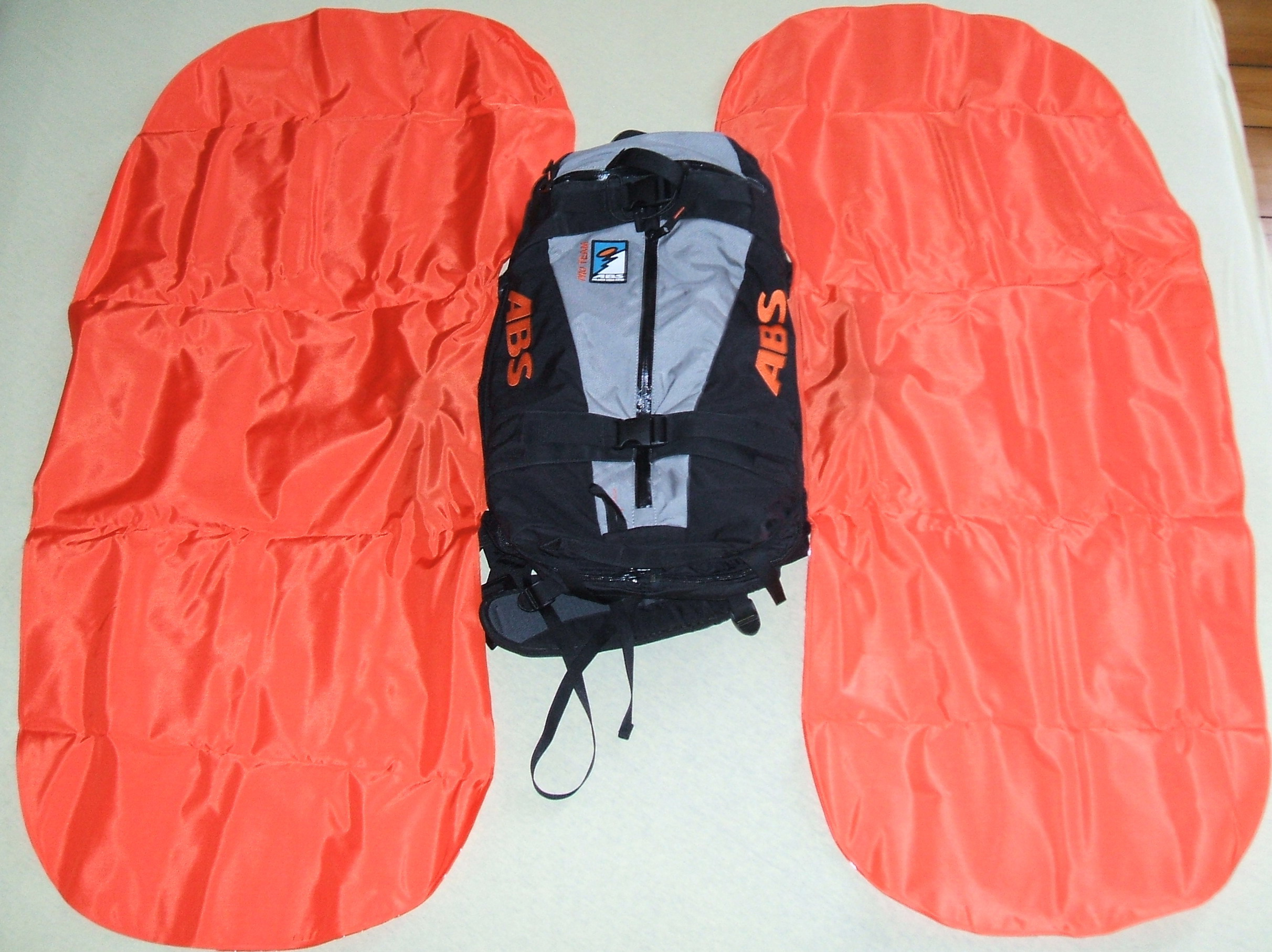
Lawine-airbag

Een lawine-airbag is een in een rugzak geïntegreerd systeem dat door wintersporters buiten de gezekerde pisten wordt gebruikt om bedelving door een lawine te voorkomen.
Het systeem bestaat uit twee grote airbags, die door een persluchtpatroon worden gevuld indien de gebruiker aan een hendel trekt die aan de schouderband van de rugzak is bevestigd.
Het grote volume van de geactiveerde airbag zorgt ervoor dat de persoon boven de lawine blijft of in het geval van bedelving geeft het meer kans op een ademruimte. Het is een aanvulling op de basis lawine-uitrusting bestaand uit lawinepiep, sneeuwschep en sneeuwsonde.

## Cijfers
Het Institut für Schnee- und Lawinenforschung in Davos (SLF) heeft 167 lawines met in totaal 241 slachtoffers onderzocht. Van hen droegen 200 een airbag. Bij 180 personen werd de airbag volledig opgeblazen; hiervan overleefden er 177. Bij de andere 20 werd de airbag niet of slechts gedeeltelijk opgeblazen, in 4 gevallen door technische mankementen, in de overige gevallen door menselijke fouten of het bewust niet opblazen van de airbag. Van deze 20 overleefden er 14. Bij de 41 personen zonder airbag overleefden er 28 de lawine.

## Lawine-airbag in het vliegtuig
Het is niet zonder meer toegestaan een lawine-airbag mee te nemen in een vliegtuig. De IATA heeft in haar richtlijnen aangegeven wat wel en niet mag. Airbags met gaspatronen mogen mee mits het gaspatroon in de laadruimte wordt vervoerd. Persluchtpatronen mogen alleen leeg worden vervoerd.